# Coppa del Re 1904
La Copa del Rey 1904 fu la seconda edizione della Coppa del Re. La competizione si tenne nel marzo del 1904 a Madrid, e mise in palio un arcaico titolo di campione di Spagna. Questa fu un'edizione particolare dato che i vincitori non giocarono neanche una partita, conquistando la vittoria a tavolino. In origine, tre squadre avrebbero dovuto partecipare, una per ogni regione. La nuova Federación del Fútbol de Madrid, che organizzò il torneo per la prima volta, mentre il precedente torneo fu organizzato dal Madrid CF, invitò i detentori dell'Athletic Bilbao in rappresentanza della Biscaglia, e l'Espanyol in rappresentanza della Catalogna. La squadra che avrebbe dovuto rappresentare la comunità madrilena sarebbe stata la vincitrice di un turno preliminare tra il Club Español de Madrid e il Madrid-Moderno. Prima del torneo l'Espanyol, in disaccordo con il sistema del torneo basato sul challenge round sul modello del contemporaneo campionato italiano, annunciò che non sarebbe andato a Madrid. Così, al torneo parteciparono due altre squadre di Madrid: il Moncloa FC e l'Iberia de Madrid. Il calendario fu così modificato.

## Quarti di finale
|                | Risultato |                  |
| -------------- | --------- | ---------------- |
| Moncloa FC     | 4 - 0     | Iberia de Madrid |
| Español Madrid | 5 - 5     | Madrid-Moderno   |

## Semifinale
|                | Risultato |            |
| -------------- | --------- | ---------- |
| Español Madrid | 1 - 0     | Moncloa FC |

## Finale
La finale doveva essere giocata tra il Club Español de Madrid e l'Athletic Bilbao, detentore della coppa. Tuttavia, le altre squadre madrilene si opposero a questa finale dato che il Club Español aveva vinto le due partite giocate a tavolino.
Infine, gli altri club di Madrid (Madrid-Moderno, Moncloa, Iberia) decisero che, poiché la data della finale sarebbe dovuta essere il 26 marzo e nessuno si era presentato per giocare, l'Athletic Bilbao, essendo campione in carica, avrebbe dovuto mantenere il titolo, e così venne proclamato vincitore dell'edizione di Coppa del Re del 1904, pur non avendo giocato neanche una partita.